# Alter Friedhof Segeroth

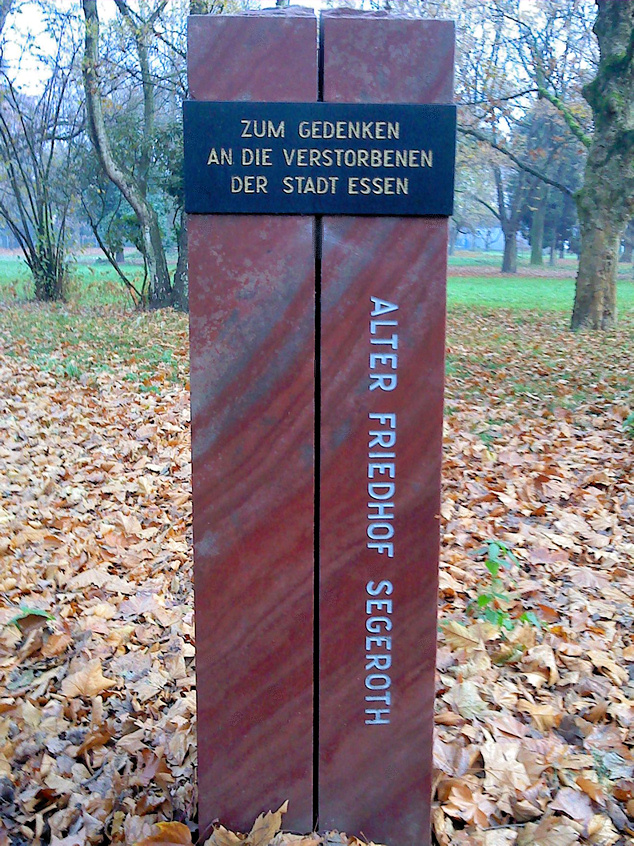
Gedenkstein aus Granit der Stadt Essen

Der Alte Friedhof Segeroth (heute Ökopark Segeroth) ist ein zwischen 1862 und 1983 bestehender, kommunaler Friedhof im heutigen Essener Stadtteil Nordviertel, das auch das ehemalige Arbeiterviertel Segeroth abdeckt. Im Nordosten des Friedhofes schließt sich der größte jüdische Friedhof Essens an.

## Geschichte
Das Gebiet, das zum Teil vom Segerothfriedhof bedeckt war, war in den Jahrhunderten zuvor eine Gemeindeweide zum Auftrieb des Viehs dreier Essener Stadtbauernschaften. Es war bereits nach der alten Familie Segeroth benannt (auch Segerot, Segeradt, Segerath).
Der älteste Friedhofsteil, Segerothfriedhof I genannt, wurde am 22. September 1846 aufgrund 44-jährigen Eigenbesitzes als Eigentum der Stadt Essen eingetragen. 1862 fand hier die erste Beisetzung statt. Aus dem Besitz der Familien Beckmann und Härnik kamen in den Jahren 1866/67 weitere Gebiete hinzu. Im Jahr 1866 gab es in Essen Ausbrüche der Cholera. Die Schwestern des Franziskanerordens kümmerten sich um die Erkrankten, wobei auf dem Segerothfriedhof Baracken errichtet worden waren. 1866 wurden 631 und ein Jahr später 159 Choleraopfer beigesetzt. Später wurde die Fläche der Gräber eingeebnet und nicht wieder belegt. Auf dem Segerothfriedhof I fanden die letzten Beisetzungen in Reihengräbern im Jahr 1882 statt. Aufgrund der schlechten Bodenbeschaffenheit und des hohen Grundwasserstands wurde dieser Teil nicht wieder belegt und als Parkanlage umgestaltet.
Mit zwei nordöstlichen Friedhofserweiterungen kamen 1882 der Segerothfriedhof II und 1893 der Segerothfriedhof III hinzu. In der Stadtverordnetensitzung vom 13. Juli 1900 wurde ein für den Friedhof benötigtes Gelände der Fried. Krupp AG, das 1898 von der Stadt Essen gekauft wurde, für Begräbnisse freigegeben. Am 1. August 1900 waren damit dort erste Beerdigungen möglich. Im Jahr 1906 wurde ein Teil des Friedhofs nahe der Hammerstraße (dem heutigen Assmannweg) höher gelegt und dort vergrößert.
Das Mausoleum der Unternehmerfamilie van Eupen dominierte einst den Friedhof. Errichtet worden war es von der Familie Kehl, die für ihre gefallenen Söhne im Deutsch-Französischen Krieg von 1870/71 eine würdige Ruhestätte schuf. Dann wechselte die Gruft zweimal ihren Besitzer, bis sie van Eupen gehörte.
Im Jahr 1925 wurde durch die Stadt Essen mit Unterstützung des Caritasverbands und der Evangelischen Wohlfahrtspflege auf dem Gebiet des Segerothfriedhofs II ein Kleinkinderspielplatz angelegt. Im November 1930 gab es deshalb einen Prozess vor der 4. Zivilkammer des Landgerichts Essen gegen die Stadt Essen. Geklagt hatte eine Schutzgemeinschaft der Erbbegräbnisstätten-Inhaber. Sie wurde unterstützt durch den Kölner Erzbischof Karl Joseph Kardinal Schulte, der sich aus Pietätsgründen gegen die Anlage des Spielplatzes aussprach. Das Gericht verurteilte die Stadt Essen im Dezember 1930 zur Beseitigung des Spielplatzes, worauf die Stadt in Berufung ging. Das Oberlandesgericht Hamm betätigte das Urteil des Landgerichts Essen im November 1931.
1983 wurde der Segerothfriedhof entwidmet.

### Grabdenkmal für im Krieg 1870/71 Verstorbene
Im Südwesten des alten Friedhofs Segeroth steht ein Grabdenkmal für die Opfer des Deutsch-Französischen Krieges 1870/71.
54 Essener Soldaten fielen bei Frontkämpfen. Davon wurden 17 Krieger, die an den Folgen ihrer Verwundung in Essener Lazaretten starben, aufgrund des Beschlusses der Kirchhofs-Kommission vom 6. September 1870 hier in einer gemeinsamen Gruft bestattet. Das Grabdenkmal erhielt eine Auflistung der Namen und Herkunftsorte sowie der größeren Schlachten auf den Seiten des Denkmals. Mit einem Festumzug vom Rathaus zogen die Teilnehmer, von einem Musikkorps begleitet, zur Grabstätte. Das Denkmal wurde nach einem Lied eines Chors und der Ansprache des Ersten Beigeordneten Karl König unter Kanonenschüssen und Musik am 2. September 1874, dem Sedantag, enthüllt. Nach einem weiteren Lied und einem stillen Gebet marschierte man in die Stadt zurück.
Das Grabdenkmal war einst von hohen Eisengittern eingerahmt und von Ecksäulen und einer hohen Zierarchitektur umgeben. Dazu gab es einen tabernakelartigen Mittelaufbau mit schlanker Spitze, der ebenfalls von vier Eckpfeilern umgeben war. Das alles wurde im Zweiten Weltkrieg zerstört.
Ein zunächst von der Stadt geplantes Denkmal für alle 54 Essener Kriegsopfer wurde später, im Jahr 1891, auf dem Kopstadtplatz errichtet. 1958 wurde dieses monumentale Denkmal des Bildhauers Ernst Seger in das Eltingviertel im Stadtteil Nordviertel versetzt.

### Gräber für bei Grubenunglücken Verstorbene
Auf dem Segerothfriedhof liegen neun Bergleute, die bei einer Schlagwetter-Explosion, ausgelöst durch eine Grubenlampe, am 20. Oktober 1921 in Flöz Gustav auf Zeche Victoria Mathias starben. Bei der Explosion gab es neun bis zehn Todesopfer und vier bis fünf Verletzte. Die Beisetzung fand am 24. Oktober 1921 statt. Das Grabmal steht seit 24. September 2019 unter Denkmalschutz. Es ist ein geschliffener Kunststein, der 240 × 78 × 135 cm misst. Die Einfriedung und Bepflanzungen sind nicht mehr vorhanden.
Des Weiteren haben hier 23 Knappen, die durch eine Kohlenstaubexplosion aufgrund von verbotenen Dynamitsprengungen am 31. Mai 1922 auf Zeche Amalie ums Leben kamen, ihre letzte Ruhestätte gefunden. 24 Bergleute starben, darunter ein Bergmann, der wohl durch herabstürzendes Gestein begraben und nicht mehr gefunden wurde. 29 Knappen wurden verletzt. Die Beisetzung fand am Pfingstmontag, den 5. Juni des Jahres statt. Wagen mit je vier Särgen begaben sich, begleitet von dumpfen Schlägen von Trommlern, zum Friedhof. Unter Trauerklängen und gesenkten Fahnen wurden die 23 Opfer ins gemeinsame Grab herabgelassen. Geistliche beider Konfessionen hielten Reden, gefolgt von Ansprachen der Vertreter der Organisationen und Schachtanlagen. Das Grabmal steht seit 24. September 2019 unter Denkmalschutz. Es ist ein geschliffener Kunststein, den eine 370 cm hohe Stele mit quadratischer Grundfläche von 108 cm Kantenlänge bildet. Die gravierte Inschrift lautet: Ruhestätte der 23 Knappen die am 31. Mai 1922 auf Schachtanlage Amalie verunglückten. Die Einfriedung und Bepflanzungen sind nicht mehr vorhanden.

Erhaltene Gedenksteine:
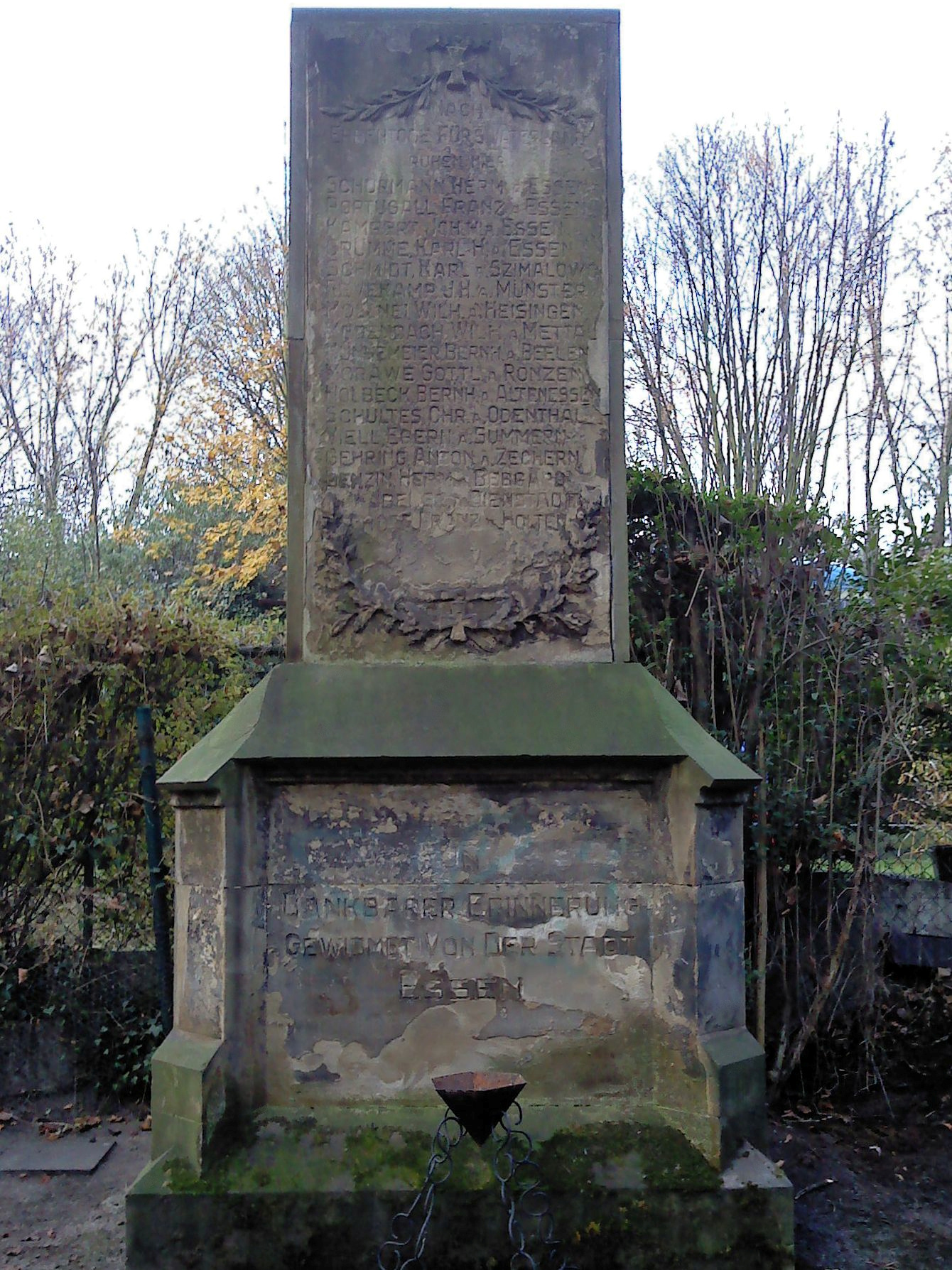
Grabehrenmal an die Toten des Deutsch-Französischen Krieges 1870/1871
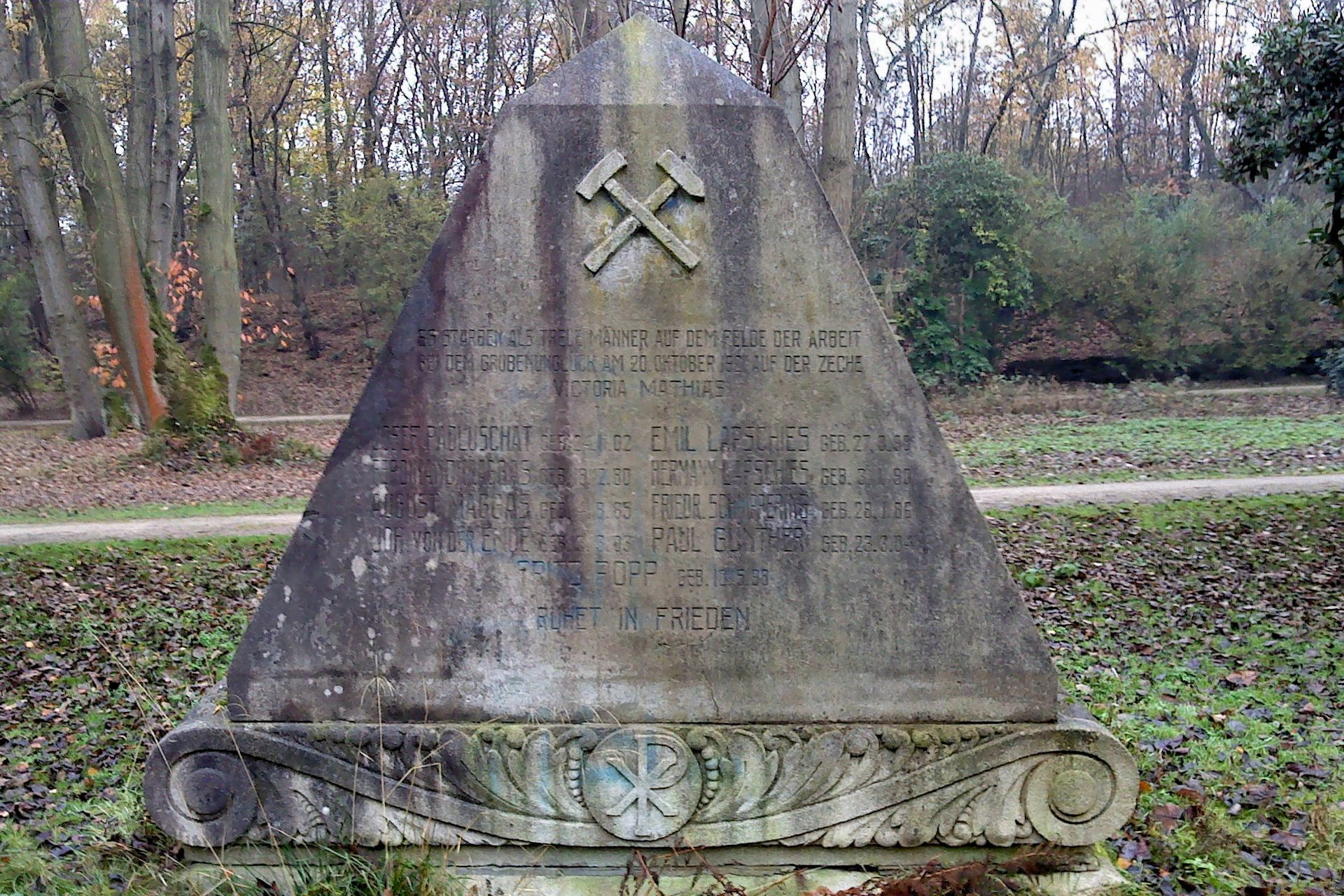
Gedenkstein der 9 Opfer des Grubenunglücks auf Zeche Victoria Mathias
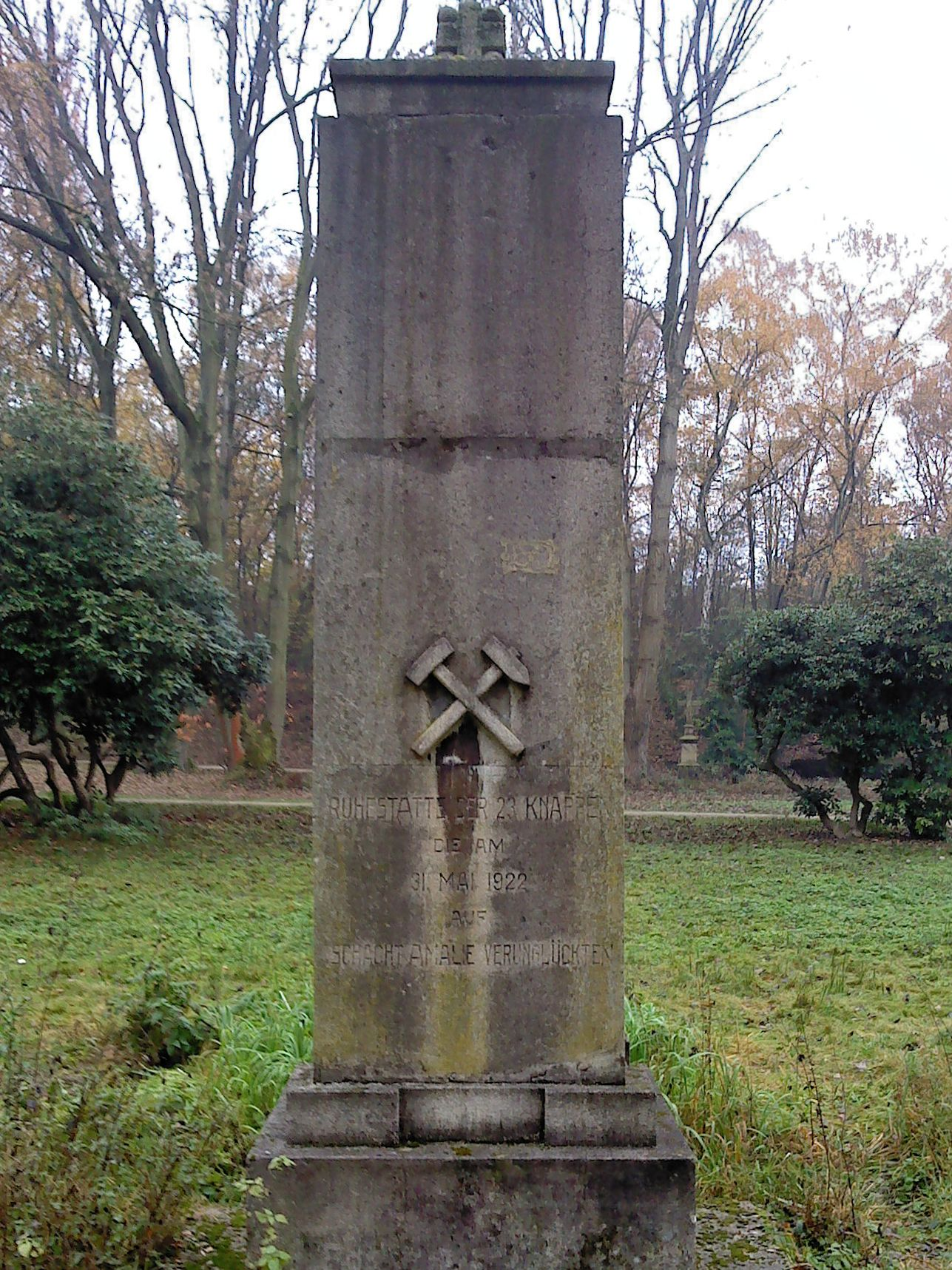
Gedenkstein der 23 Opfer des Grubenunglücks auf Zeche Amalie

### Beigesetzte Persönlichkeiten (Auswahl)
Eine Persönlichkeit, die 1883 auf dem Friedhof Segeroth beigesetzt wurde, ist Clara Kopp. Sie war 1843 die Mitgründerin der Ordensgemeinschaft der Barmherzigen Schwestern von der hl. Elisabeth, die 1844 das erste Essener Krankenhaus, das Elisabeth-Krankenhaus eröffneten. Werner Mähler, langjähriger Rektor des Ordens der Barmherzigen Schwestern von der hl. Elisabeth, wurde hier im Jahr 1875 beigesetzt.
Der Gründer des St.-Antonius-Kirchbauvereins, der sich für den Bau der St. Antonius-Kirche in Frohnhausen einsetzte, war Kaplan Cremer. Er wurde 1879 auf dem Segerothfriedhof beigesetzt.
Der Buch- und Kunsthändler Anton Fredebeul (* 1834; † 9. April 1893), der 1866 zusammen mit dem Verleger Hugo Koenen den Verlag Fredebeul & Koenen gegründet hatte, welcher auch die Essener Volkszeitung herausbrachte, wurde am 12. April 1893 hier beigesetzt. Fredebeul war zudem Vorsitzender des Kirchenvorstands von St. Gertrud.
Die Essener Superintendenten Johann Heinrich Lenssen (* 8. Oktober 1832; † 16. August 1893) und Karl Gottlieb Wächtler (* 13. April 1814 in Mückenberg (Sachsen); † 10. Juli 1894) sind ebenfalls hier beerdigt worden, und zwar in einer Gruft der evangelischen Altstadtpfarrer und ihrer Familien nahe des Friedhofseingangs. Wächtler setzte sich in seinem Beruf als Bezirksschulinspektor im Essener Armenwesen ein. Ende der 1880er Jahre wurden aus Stiftungsgeldern der Armenverwaltung Wohnhäuser für einkommensschwache Bürger errichtet, was den Anlass zur Benennung der Wächtlerstraße im Südostviertel gab. Wächtlers Tochter Maria war Gründerin des Maria-Wächtler-Gymnasiums. Gegenüber der evangelischen Gruft lag die Gruft der katholischen Altstadtpfarrer.
1898 wurde der Bauunternehmer und Stadtverordnete Hermann Elting hier beigesetzt.
Der Verleger Hugo Koenen (* 2. Dezember 1841; † 18. Juni 1899, verheiratet mit Theodora geborene Altenberg), Mitbegründer des Verlags Fredebeul & Koenen und Herausgeber der ab 1868 erschienenen Essener Volkszeitung, wurde am 12. Juni 1899 auf dem Segerothfriedhof beigesetzt.
Am 23. Dezember 1903 wurde der Essener Stadtverordnete Carl W. Lange auf dem Segerothfriedhof beigesetzt. Er war in Krefeld geboren, seit 1890 Ratsmitglied und hat sich im Bauwesen verdient gemacht. Er wurde 65 Jahre alt.
Georg Nauheim, Reichstagsabgeordneter und Essener Stadtverordneter, ist hier im Jahr 1930 beerdigt worden.

### Jüdischer Friedhof

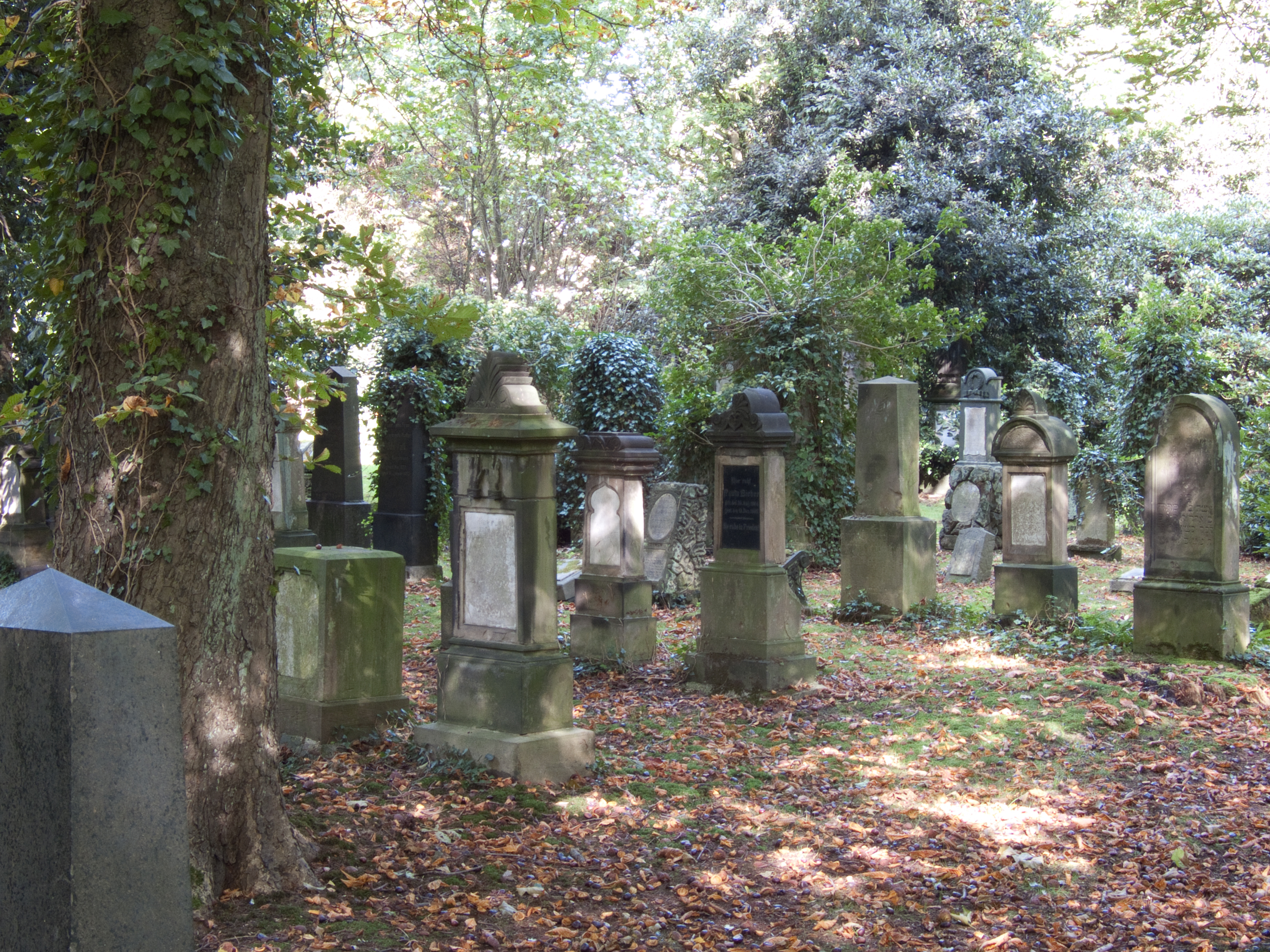
Teil des jüdischen Friedhofes

Im nordöstlichen Teil, am heutigen Assmannweg (früher Reckhammerweg), wurde 1885 der jüdische Friedhof der Stadt Essen eröffnet. Damals noch am nördlichen Stadtrand gelegen, wurde er als Nachfolger des Friedhofs an der Lazarettstraße angelegt. Durch den stark ansteigenden Zuzug von Arbeitskräften für die Kohle- und Stahlindustrie aus Osteuropa wuchs auch die jüdische Gemeinde. So entwickelte sich der jüdische Friedhof Segeroth zum bis heute größten der Stadt Essen. Der Vorsteher der jüdischen Gemeinde Essen, Isaac Hirschland, erwarb 1885 das Gelände von der Stadt Essen.
Als Erster wurde hier im Herbst des Jahres Simon Hirschland (1807–1885), der in Essen 1841 das Privatbankhaus Hirschland gründete, bestattet. Sein Sohn Isaac Hirschland folgte ihm 1912. Die Familiengruft besteht bis heute. Die Schriftstellerin Anna Heinemann und ihr Ehemann, der Justizrat Salomon Heinemann, sind ebenso hier beigesetzt wie der Lehrer und Prediger Moses Blumenfeld. Am 29. Januar 1903 wurde eine neue Trauerhalle direkt neben dem Eingang zum Friedhof eingeweiht, denn die erste an anderer Stelle musste wegen Bergschäden abgerissen werden.
Im Zweiten Weltkrieg wurde die Trauerhalle zerstört. Ab 1943 mussten mehrere Grabsteine auf Druck der Gestapo zur Weiterverarbeitung an Steinmetze verkauft werden. Zum Zweck der Metallspende des deutschen Volkes wurden viele Metallbuchstaben, Gitter und Ketten entfernt. Trotz dieser Einflüsse und späterer Schändungen durch Beschmierungen mit Nazi-Insignien (1959) und Umstürzen von Grabsteinen (1966, 1968) haben sich noch 707 Grabsteine erhalten. Seit 1985 steht der jüdische Friedhof unter Denkmalschutz. Eine letzte Beisetzung fand 1991 statt.
Der jüdische Friedhof Segeroth ist heute im Besitz des Landesverbandes der jüdischen Gemeinden von Nordrhein in Düsseldorf. Er ist nicht öffentlich zugänglich.

### Umgestaltung zum Ökopark Segeroth
In den 1990er Jahren begann man das Gelände zum Segerothpark umzugestalten. Einige alte Grabmäler sind bis heute erhalten geblieben. Das Gelände, das heute von der Bottroper Straße in Nord-Süd-Richtung durchschnitten wird, wurde in den Jahren 2005 bis 2007 gelichtet und durch Aufenthaltsbereiche und weitere Wege ergänzt. Zudem wurde der etwa 3000 Quadratmeter große Teich im östlichen Friedhofsteil im Rahmen des städtischen Projektes Essen.Neue Wege zum Wasser saniert und vergrößert. Er wird nun mit Regenwasser der benachbarten Wohnhäuser gespeist. Im südwestlichen Bereich des Parks befindet sich  ein Kinderspielplatz auf ehemaligem Friedhofsgelände.